# Parque nacional de los Abruzos, Lacio y Molise
El parque nacional de los Abruzos, Lacio y Molise fue instituido en 1921 e inaugurado en Pescasseroli, el 9 de septiembre de 1922. Está comprendido en su mayor parte (unos 3/4) en la provincia provincia de L'Aquila en Abruzos y el resto se encuentra en la provincia de Frosinone en el Lacio y en la provincia de Isernia en el Molise. La dirección del parque está en Pescasseroli (AQ).
Junto al parque nacional del Gran Paraíso es el parque más antiguo de Italia, conocido a nivel nacional por el papel jugado en la conservación de algunas de las especies de fauna italiana más importantes, el oso pardo marsicano, el lobo de los Apeninos y la gamuza de los Abruzos. Está cubierto de bosques de hayas en casi dos tercios de su superficie. Se extiende en territorio montañoso y de pastos, donde no es posible el cultivo de la vid y del olivo.

## Historia
El parque nacional de los Abruzos fue instituido en 1923, mediante el RDL 257 de 11/01/1923. La paternidad de los primeros parques naturales en Italia, y especialmente del parque de los Abruzos, ha sido atribuida al que fuera ministro de Educación liberal Benedetto Croce —oriundo de la zona— quien abanderaba desde antes el compromiso de diversas asociaciones y personalidades para la protección y estudio del patrimonio natural e histórico del país.
El régimen de Mussolini retiró al ente gestor del parque su autonomía mediante decreto del 24 de noviembre de 1933, siendo disuelto el Ente Parco Nazionale d'Abruzzo y cesado su director, Erminio Sipari —que más tarde sería expulsado del Partido Nacional Fascista—, por defender el proyecto original de preservación del entorno y oponerse a la construcción de lagos artificiales. No sería hasta 1950, en la segunda posguerra, cuando se le devolvió al ente administrativo del parque su autonomía inicial.
Al territorio actual se llega después de sucesivas integraciones. La gestión es del Ente Parco Nazionale d'Abruzzo, Lazio e Molise (fundado en 1921) con sede actual en Pescasseroli (AQ). Abarca a unos veinticinco municipios repartidos en las provincias de Frosinone en el Lacio e Isernia en el Molise. En 1982 se inició la zonificación del parque, es decir, su división en zonas con distinta protección ambiental para poder conciliar las opuestas exigencias de la protección de la naturaleza e del desarrollo urbanístico de las poblaciones locales.

## Flora y bosques
El 60% del parque está cubierto por bosque de haya, donde se pueden ver árboles muy viejos y magníficos. Hay también un pequeño bosque de abedul. En el parque se halla además una variedad de pino negro, la de "Villetta Barrea", que es nativa sólo de esta área.
En el parque viven también muchas especies de flores raras, muchas de las cuales son típicas de los Alpes o sólo viven en el parque y en los alrededores: Cypripedium calceolus, Iris marsica, Lilium martagon, Lilium bulbiferum croceum, Vaccinium myrtillus, Juniperus communis nana y Arctostaphylos uva-ursi.

## Fauna
Las especies más importantes y famosas del parque son el "Ursus arctos marsicanus" y el "Rupicapra pyrenaica ornata", que son razas de oso pardo y de rebeco nativas de los Apeninos. En el parque viven también el lobo itálico, el ciervo, el corzo, la nutria europea, el gato montés, la marta, la garduña, el turón, la comadreja común, el tejón europeo, el zorro, el lirón, el lirón castaño, el topillo nival, el erizo común, la ardilla roja y tal vez el puercoespín crestado.